# Cercosaura quadrilineata
Cercosaura quadrilineata — вид ящірок родини гімнофтальмових (Gymnophthalmidae). Ендемік Бразилії.

## Поширення і екологія
Cercosaura quadrilineata мешкають на південному сході Бразилії, в штатах Ріо-де-Жанейро, Сан-Паулу, Мінас-Жерайс і Парана. Вони живуть у вологих атлантичних лісах, серед опалого листя. Зустрічаються на висоті до 600 м над рівнем моря.